# Авати (деревня)
Ава́ти — деревня в Тосненском городском поселении Тосненского района Ленинградской области.

## История
В Писцовой книге Водской пятины Корельской половины Ильинского Тигодского погоста за 1500 год упоминаются две деревни: «на Валте на рц на Тосной» и «На Валте на Тосной». В списке с писцовой книги за 1539/1540 годы: «на Валтее на рц на Тосной» и «на Валтее ж», в 1568 году: «Валтуя на Тосне», «Другая Валтуя на р. Тосне» и «Асватуя Валтуя», в 1585 году: «деревня Оватея». В Дозорной книге за 1615 год отмечено, что деревня «Аватуя вызжена». В 1646 году значится как «на Овати на р. на Тосне.
В переписи 1710 года в Ильинском Тигодском погосте упоминается деревня Аватия на Тосне, числящаяся за помещиком Петром Косицким.
Деревня Авати обозначена на карте Санкт-Петербургской губернии 1792 года А. М. Вильбрехта.

АВАТИ — деревня при реке Тосне, Аватинского сельского общества, прихода села Марьина.

Дворов крестьянских — 21. Строений — 94, в том числе жилых — 81.

Число жителей по семейным спискам 1879 г.: 53 м. п., 62 ж. п.; по приходским сведениям 1879 г.: 50 м. п., 67 ж. п.;

Жители занимаются пилкою и возкою дров. (1884 год)

В конце XIX — начале XX века деревня административно относилась к Марьинской волости 1-го стана 1-го земского участка Новгородского уезда Новгородской губернии.

АВАТИ — деревня Аватинского сельского общества, дворов — 25, жилых домов — 23, число жителей: 70 м. п., 73 ж. п. 

Занятия жителей — земледелие, выпас телят, отхожие промыслы. Школа, мелочная лавка, хлебозапасный магазин. (1907 год)

К 1913 году количество дворов в деревне Авати увеличилось до 26.
Согласно военно-топографической карте Петроградской и Новгородской губерний издания 1917 года деревня Авати насчитывала 9 крестьянских дворов.
С 1917 по 1927 год деревня Авати входила в состав Любанской волости Новгородского уезда Новгородской губернии.
С 1927 года в составе Нового сельсовета Любанского района Ленинградской области.
С 1928 года в составе Андриановского сельсовета. В 1928 году население деревни Авати составляло 113 человек.
С 1930 года в составе Тосненского района.
По данным 1933 года деревня называлась Авати Горка и входила в состав Андриановского сельсовета Тосненского района.

План деревни Авати. 1939 год

Согласно топографической карте 1939 года деревня насчитывала 18 дворов.
С 1 сентября 1941 года по 31 декабря 1943 года деревня находилась в оккупации.
По данным 1966 и 1973 годов деревня называлась Авати и также входила в состав Андриановского сельсовета.
По данным 1990 года деревня Авати входила в состав Тарасовского сельсовета.
В 1997 году в деревне Авати Тарасовской волости проживали 4 человека, в 2002 году — 13 человек (русские — 77 %).
В 2007 году в деревне Авати Тосненского ГП — 3 человека.

## География
Деревня расположена в центральной части района на автодороге 41К-882 (Ушаки — Гуммолово), к югу от центра поселения города Тосно.
Расстояние до административного центра поселения — 22 км.
Расстояние до ближайшей железнодорожной станции Тосно — 20 км.
Деревня находится на левом берегу реки Тосна.

## Демография
| 1862 | 1928 | 2007 | 2010 | 2017 |
| ---- | ---- | ---- | ---- | ---- |
| 2    | ↗113 | ↘3   | ↗10  | →10  |